# Poyntonophrynus
Genre
Poyntonophrynus est un genre d'amphibiens de la famille des Bufonidae.

## Répartition
Les dix espèces de ce genre se rencontrent en Afrique de l'Est et en Afrique australe.

## Liste des espèces
Selon Amphibian Species of the World (16 avril 2013) :
- Poyntonophrynus beiranus (Loveridge, 1932)
- Poyntonophrynus damaranus (Mertens, 1954)
- Poyntonophrynus dombensis (Bocage, 1895)
- Poyntonophrynus fenoulheti (Hewitt & Methuen, 1912)
- Poyntonophrynus grandisonae (Poynton & Haacke, 1993)
- Poyntonophrynus hoeschi (Ahl, 1934)
- Poyntonophrynus kavangensis (Poynton & Broadley, 1988)
- Poyntonophrynus lughensis (Loveridge, 1932)
- Poyntonophrynus parkeri (Loveridge, 1932)
- Poyntonophrynus vertebralis (Smith, 1848)

## Étymologie
Le nom de ce genre est formé à partir de Poynton, en l'honneur de John Charles Poynton, et du mot grec phrynos, le crapaud.

## Publication originale
- Frost, Grant, Faivovich, Bain, Haas, Haddad, de Sá, Channing, Wilkinson, Donnellan, Raxworthy, Campbell, Blotto, Moler, Drewes, Nussbaum, Lynch, Green & Wheeler, 2006 : The amphibian tree of life. Bulletin of the American Museum of Natural History, no 297, p. 1-371 (texte intégral).